# Liste der Naturdenkmäler in Augsburg
Die Liste der Naturdenkmäler in Augsburg nennt die auf dem Gebiet der Stadt Augsburg gelegenen Naturdenkmäler. Naturdenkmäler sind schützenswerte Einzelschöpfungen der Natur, wie Einzelbäume oder Baumgruppen.
| Bild           | Bezeichnung                                                            | Lage                             | Beschreibung |
| -------------- | ---------------------------------------------------------------------- | -------------------------------- | ------------ |
| weitere Bilder | Platane am Alten Rathaus Göggingen                                     | 48° 20′ 31,9″ N, 10° 52′ 6,2″ O  |              |
| weitere Bilder | Lindenallee am Spießleweg                                              | 48° 20′ 52,4″ N, 10° 52′ 27,8″ O |              |
| weitere Bilder | Pappelallee am Fußweg von der Lokalbahnbrücke zum Gögginger Sportplatz | 48° 21′ 7,2″ N, 10° 52′ 17,3″ O  |              |